# Fuirena lainzii
Fuirena lainzii là loài thực vật có hoa trong họ Cói. Loài này được Luceño & M.Alves mô tả khoa học đầu tiên năm 1996.